# Ctenoceridion wallacei
Ctenoceridion wallacei är en tvåvingeart som beskrevs av Loïc Matile 1990. Ctenoceridion wallacei ingår i släktet Ctenoceridion och familjen platthornsmyggor. Inga underarter finns listade i Catalogue of Life.